# Волосовец, Александр Петрович
Волосовец Александр Петрович (укр. Волосовець Олександр Петрович; родился 26 сентября 1961 года в г. Львов) — украинский учёный-педиатр. Член-корреспондент НАМН Украины (2010), профессор (2000), заведующий кафедрой педиатрии № 2 Национального медицинского университета им. А. А. Богомольца (с 1997). Заслуженный деятель науки и техники Украины (2009). Главный детский кардиоревматолог МЗ Украины 1997—2014 Лауреат премии Академическое недостоинство 2016 в номинации в номинации «Фальсификатор года».

## Биография
Окончил с отличием педиатрический факультет Киевского медицинского института в 1984 году. Занесен в Книгу Почета КМИ. Последипломную подготовку прошёл в клинической ординатуре Киевского медицинского института и Медицинской Школе Университета Пенсильвании (1996, 1997). В 2006 г. окончил факультет менеджмента в здравоохранении в Харьковской медицинской академии последипломного образования.
В 1987—1997 гг. ассистент, доцент кафедры госпитальной педиатрии Киевского медицинского института (в н. в. — педиатрии № 2 Национального медицинского университета им. А. А. Богомольца). С 1997 года заведующий указанной кафедрой.
В 1990 году защитил кандидатскую диссертацию «Оценка сократительной способности миокарда по данным ультразвуковой доплеркардиографии», в 1998 году — докторскую диссертацию «Состояние сердечно-сосудистой системы у детей из зон экологического неблагополучия (клинико-экспериментальное исследование)». Ученик члена-корреспондента АМН СССР и Украины, профессора.
Автор научных разработок в области педиатрической экологии, кардиологии и аллергологии. Известны, в частности, фундаментальные работы по анализу диастолической функции миокарда у детей при различной патологии, фармакотерапии в педиатрии и др. Научные разработки Волосовца А. П. относительно применения рациональной антибиотикотерапии сепсиса, респираторной патологии и внутриклеточных инфекций у детей, эхографической диагностики врожденной и приобретенной кардиальной патологии, современных подходов к применению противовоспалительной и неотложной терапии позволили существенно улучшить показатели здоровья детского населения и снизить уровень младенческой смертности. Неоднократно представлял Украину на Европейских педиатрических конгрессах (2007, Вена; 2013, Глазго; 2015, Флоренция; 2017, Бухарест; 2019, Дублин).
Вице-президент Ассоциации ревматологов Украины. Руководитель ряда международных многоцентровых исследований в области детской аллергологии. Соавтор Этического кодекса врача Украины.
В 2010 году избран членом-корреспондентом НАМН Украины по специальности «Педиатрия».
Начальник Управления образования и науки МЗ Украины (2002—2012). Обеспечивал реализацию государственной политики в сфере управления медицинским образованием и наукой, Государственный служащий V ранга. Автор Концепции развития медицинского образования на Украине. Заместитель председателя Учёного медицинского совета МЗ Украины (2007), член Национальной комиссии Украины по делам ЮНЕСКО, член Правления Всеукраинского врачебного общества. Научный секретарь Всемирной федерации украинских врачебных обществ. Неоднократно привлекалось Евробюро ВОЗ в качестве эксперта по кадровым ресурсам в области здравоохранения. Вице-Президент Ассоциации Педиатров Украины. 
В начале XXI века, будучи руководителем медицинского образования в Украине, настаивал на существенном увеличении объёмов и качества подготовки врачей в государственных медицинских университетах Украины с целью улучшения доступности медицинской помощи населению, особенно детскому.
Автор около 1000 научных и учебно-методических работ, из которых 9 монографий и более 60 — учебники, пособия и книги, автор 19 изобретений. Подготовил 3 докторов, 15 кандидатов медицинских наук и 2 докторов философии. Награждён Почётными грамотами МЗ Украины, МОН Украины, Ассоциации Педиатров Украины, Дипломом Президиума АМН Украины, медалью имени акад. Н. Д. Стражеско. Отличник образования. Лауреат Украинской премии имени доктора Реккевега. Указом Президента Украины в 2021 году награждён орденом «За Заслуги III степени»
В мае 1986 года вместе с группой сотрудников и клинических ординаторов Киевского медицинского института принимал участие в лечении и эвакуации детского населения из зоны отчуждения после Чернобыльской катастрофы. Участник ликвидации последствий аварии на ЧАЭС.